# Zwycięzcy i grzesznicy
Zwycięzcy i grzesznicy (oryg. Qi mou miao ji: Wu fu xing) – hongkoński film akcji z elementami sztuk walki z 1983 roku w reżyserii Sammo Hunga.

## Fabuła
Dawni przestępcy, nie chcąc wrócić do więzienia, które opuścili, założyli firmę zajmującą się sprzątaniem. Wykonując pracę przypadkiem uwikłają się w nielegalne interesy gangów.

## Obsada
Źródło: Filmweb

- Richard Ng
- Jackie Chan – CID 07
- Cherie Chung – Shirley
- Shui-Fan Fung – Rookie
- Charlie Chin – Vaseline
- John Shum – Curly
- Sammo Hung – Teapot
- Philip Chan – inspektor
- James Tien – Jack Tar
- Paul Chang – pan Hope
- Pat Ha – córka Tara
- Ching-Ying Lam – kamerdyner Tara
- Po Tai Po Tai – Chai
- Cecilia Yip – Ceci
- Hark-On Fung – Pat
- Fat Chung – zwolennik
- Dick Wei – zwolennik
- Lung Chan – zwolennik
- Yuen Biao – agent CID
- Tat-wah Cho – dziewczyna agenta CID
- Mars – złodziej
- Wu Ma – listonosz
- Barry Wong – spiker
- Chau Sang Lau – kierowca autobusu
- Moon Lee – dziewczyna Agenta CID

## Nagrody i nominacje
Źródło: LOVE HK FILM.com
- 1984: 5. edycja Hong Kong Film Awards
  - Zwycięstwo w kategorii Best Action Design (Yuen Biao, Lam Ching-Ying)
  - Nominacja w kategorii Best Actor (Richard Ng Yiu-Hon)